# Aqmaral Arystanbekowa
Aqmaral Chaidarqysy Arystanbekowa (kasachisch Ақмарал Хайдарқызы Арыстанбекова/Aqmaral Chaidarqysy Arystanbekowa, russisch Акмарал Хайдаровна Арыстанбекова/Akmaral Chaidarowna Arystanbekowa; * 12. Mai 1948 in Alma-Ata, Kasachische SSR) ist eine ehemalige kasachische Diplomatin und Politikerin.

## Biografie
Nach dem Schulbesuch absolvierte sie ein Studium der Chemie an der Staatlichen Universität von Alma-Ata und schloss dieses Studium 1971 mit Auszeichnung ab. Im Anschluss legte sie dort ihre Promotion ab und erwarb 1975 einen Philosophiae Doctor (Ph.D.) im Fach Chemie. Zwischen 1975 und 1978 war sie Forschungsmitarbeiterin der Fakultät für Chemie der Staatlichen Universität in Alma-Ata.
Aqmaral Arystanbekova war zunächst in der Kasachischen Sozialistischen Sowjetrepublik politisch aktiv und dort von 1978 bis 1983 Mitarbeiterin der Jugendorganisation (Komsomol). Danach wurde sie Deputierte des Obersten Sowjets der Republik sowie zunächst zwischen 1983 und 1984 Vorsitzende der Kasachischen Freundschaftsgesellschaft. Neben einer Tätigkeit als Vorsitzende des Präsidiums der Kasachischen Gesellschaft für Freundschaft und kulturelle Beziehungen mit ausländischen Staaten von 1984 bis 1989 war sie zuletzt zwischen 1985 und 1990 auch Mitglied des Präsidiums des Obersten Sowjet der Kasachischen SSR.
Im November 1989 wurde sie Außenministerin der Kasachischen SSR und bekleidete dieses Amt auch nach der Erklärung der Souveränität von der Sowjetunion 1990 bis zur endgültigen Eigenständigkeit Kasachstans am 16. Dezember 1991. Damit war sie nicht nur Mitglied der sowjetischen Delegation bei den Vereinten Nationen und im Februar 1991 Leiterin der sowjetischen Delegation bei der Kommission für soziale Entwicklung, sondern auch erste Außenministerin Kasachstans.
Im Anschluss wurde sie im Dezember 1991 Leiterin der Vorbereitungsdelegation Kasachstans und nach dem Beitritt Kasachstans zur UNO am 2. März 1992 erste Ständige Vertreterin im Range einer Botschafterin bei den Vereinten Nationen und behielt diesen Posten bis 1999. Während dieser Zeit war sie nicht nur zugleich als Botschafterin in Kuba akkreditiert, sondern zugleich auch von 1994 bis 1995 als Vertreterin von Amara Essy Vizepräsidentin der 49. UN-Generalversammlung. Während der 53. Generalversammlung war sie 1998 bis 1999 nicht nur Vize-Vorsitzende des Exekutivgremiums der UNICEF, sondern auch Vize-Vorsitzende des Ersten Ausschusses der Generalversammlung.
1999 wurde sie Botschafterin in Frankreich.
Über ihre Erfahrungen bei der UNO verfasste sie 2002 das Buch The United Nations and Kazakhstan.